# オレンジの背景の赤い静物
『オレンジの背景の赤い静物』（オレンジのはいけいのあかいせいぶつ）は、秦基博のインディーズミニアルバム。

## 解説
- インディーズで唯一リリースしたアルバム。現在は廃盤となっている。

## 収録曲
1. 手をたたこう
  - デビュー後に発表されたリメイク曲「シンクロ」とは歌詞が違うものになっている。
2. オレンジの背景の赤い静物
  - アルバムタイトル曲
3. 坂道
4. 落ちる空とノスタルジー
5. カシアスのオセロゲーム
6. ザクロ
7. 泣いている